# Liste de jeux supportant Vulkan
Voici une liste de jeux vidéo supportant l'API Vulkan développée par le groupe Khronos.

## Liste des jeux
| Titre                                | Date de parution  | Développeur(s)                         | Éditeur(s)                      | Plate-forme(s)          | Genre(s)                                                      | Notes                                                     |
| ------------------------------------ | ----------------- | -------------------------------------- | ------------------------------- | ----------------------- | ------------------------------------------------------------- | --------------------------------------------------------- |
| Quake                                | 22 juin 1996      | id Software                            | GT Interactive                  | Windows, Linux          | FPS                                                           | Fonctionne grâce au mod vkQuake sorti le 20 juillet 2016. |
| Quake III Arena                      | 2 décembre 1999   | id Software                            | Activision                      | Windows, Linux          | FPS                                                           | Supporté depuis le 29 mai 2017 par un portage du jeu.     |
| Roblox                               | septembre 2006    | Roblox Corporation                     | Roblox Corporation              | Windows                 | MMORPG                                                        | Supporté depuis le 15 mars 2017.                          |
| DCS World                            | 17 octobre 2008   | Eagle Dynamics                         | The Fighter Collection          | Windows                 | Simulateur de vol de combat                                   | Portage débuté en 2017.                                   |
| Dota 2                               | 9 juillet 2013    | Valve                                  | Valve                           | Windows, Linux          | MOBA                                                          | Support en bêta depuis le 23 mai 2016.                    |
| The Talos Principle                  | 11 septembre 2014 | Croteam                                | Devolver Digital                | Windows, Linux, Android | Réflexion                                                     | Support en bêta depuis le 17 février 2016.                |
| Vainglory                            | 16 novembre 2014  | Super Evil Megacorp                    | Super Evil Megacorp             | Android                 | MOBA                                                          | Supporté depuis le 20 août 2016.                          |
| Score! Hero                          | 6 août 2015       | First Touch Games                      | First Touch Games               | Android                 | Sport                                                         | Supporté depuis le 16 septembre 2016.                     |
| Need for Speed: No Limits            | 30 septembre 2015 | Firemonkeys Studios                    | Electronic Arts                 | Android                 | Course                                                        | Supporté depuis le 20 août 2016.                          |
| Heroes of Incredible Tales           | 18 novembre 2015  | NAT Games                              | Nexon                           | Android                 | MMORPG                                                        | Supporté depuis le 20 août 2016.                          |
| Dream League Soccer                  | 26 février 2016   | First Touch Games                      | First Touch Games               | Android                 | Football                                                      | Supporté depuis le 14 octobre 2016.                       |
| Ashes of the Singularity             | 31 mars 2016      | Oxide Games, Stardock                  | Stardock                        | Windows                 | RTS                                                           | Support à venir.                                          |
| Olympus Rising                       | 3 mai 2016        | Flaregames                             | Flaregames                      | Android                 | MOBA                                                          | Supporté depuis le 20 août 2016.                          |
| Doom                                 | 13 mai 2016       | id Software                            | Bethesda                        | Windows                 | FPS                                                           | Supporté depuis le 11 juillet 2016.                       |
| Mad Max                              | 20 octobre 2016   | Avalanche Studios, Feral Interactive   | Warner Bros., Feral Interactive | Linux                   | Action-aventure                                               | Support actuellement en bêta,.                            |
| War Thunder                          | 21 décembre 2016  | Gaijin Entertainment                   | Gaijin Entertainment            | Windows, Linux          | MMO, arcade                                                   | Implémentation en cours.                                  |
| Ballistic Overkill                   | 28 mars 2017      | Aquiris Game Studio                    | Aquiris Game Studio             | Windows, Linux          | FPS                                                           | Supporté depuis le 16 mai 2017.                           |
| Galaxy on Fire 3: Manticore          | 17 mai 2017       | Deep Silver                            | Deep Silver                     | Android                 | Simulateur de vol spatial                                     | Supporté depuis sa sortie sous Android.                   |
| Warhammer 40,000: Dawn of War III    | 8 juin 2017       | Relic Entertainment, Feral Interactive | Sega                            | Linux                   | RTS                                                           | Supporté depuis sa sortie sous Linux.                     |
| X Rebirth VR Edition                 | 27 juillet 2017   | Egosoft                                | Egosoft                         | Windows                 | Simulateur de vol spatial                                     | Supporté depuis sa sortie.                                |
| Ark: Survival Evolved                | 8 août 2017       | Studio Wildcard                        | Studio Wildcard                 | Linux                   | Action-aventure, survie                                       | Support prévu.                                            |
| Wolfenstein II: The New Colossus     | 27 octobre 2017   | MachineGames                           | Bethesda                        | Windows                 | FPS, action-aventure                                          | Support prévu pour le jour de sortie.                     |
| F1 2017                              | 2 novembre 2017   | Codemasters, Feral Interactive         | Feral Interactive               | Linux                   | Course                                                        | Supporté depuis sa sortie sous Linux.                     |
| Rise of the Tomb Raider              | 19 avril 2018     | Crystal Dynamics, Feral Interactive    | Feral Interactive               | Linux                   | Action-aventure                                               | Supporté depuis sa sortie sous Linux.                     |
| Total War Saga: Thrones of Britannia | 7 juin 2018       | Creative Assembly, Feral Interactive   | Sega                            | Linux                   | RTS                                                           | Supporté depuis sa sortie sous Linux.                     |
| GRID Autosport                       | 2018              | Codemasters, Feral Interactive         | Feral Interactive               | Android                 | Course                                                        | Support prévu pour la version Android.                    |
| Serious Sam Fusion 2017              | 2018              | Croteam                                | Devolver Digital                | Windows, Linux          | FPS                                                           | Support prévu pour le jour de sortie,.                    |
| Quake Champions                      | 2018              | id Software, Saber Interactive         | Bethesda                        | Windows                 | FPS                                                           | Support annoncé.                                          |
| Geocore                              | TBA               | Anarchy Interactive                    | Anarchy Interactive             | Windows, Linux          | Simulateur de vol de combat                                   | Supporté en accès anticipé.                               |
| Serious Sam VR: The Last Hope        | TBA               | Croteam VR                             | Devolver Digital, Croteam       | Windows, Linux          | FPS                                                           | Supporté en accès anticipé.                               |
| Star Citizen                         | TBA               | Cloud Imperium Games                   | Cloud Imperium Games            | Windows, Linux          | Simulateur de vol spatial, FPS                                | Vulkan choisi pour remplacer DirectX 12.                  |
| Red Dead Redemption 2                | 2019 (PC)         | Rockstar Studios                       | Rockstar Games                  | Windows                 | Action-aventure, jeu de tir à la troisième personne, GTA-like | Support depuis sa sortie.                                 |
| Tom Clancy's Rainbow Six: Siege      | 2015              | Ubisoft Montréal                       | Ubisoft                         | Windows, Linux          | FPS, Multijoueur                                              | Supporté depuis le 27 Janvier 2020                        |

## Influence entre acteurs
Vulkan permettant des économies sur les dépenses en licences de brevets, ainsi qu'une universalité sur le support cross-platform (à la fois en terme matériel que système d'exploitation), permettant ainsi donc de réduire la charge de travail pour supporter plusieurs environnements, certains fabricants incitent leurs collaborateurs à adopter Vulkan en place des autres solutions. Pour ne citer que les plus connus :
- AMD, depuis la perte de concurrence de son API (Mantle) contre celle d'Apple (Metal) et de Nvidia (CUDA), autour de 2015.
- Intel, depuis 2018[32].

Certains studios de développement ont également déclaré aboutir à un support exclusif de Vulkan. Pour ne citer que les plus connus :
- Ubisoft (Rainbow Six Siege, Assassin's Creed, Watch Dogs, Lapin Crétin...)[33]
- Cloud Imperium Games (Star Citizen)

Ces annonces apportent une forte pression concurrentielle du fait de la position de certains acteurs influents sur une répartition du marché présentant une forte inertie au changement.
L'importance de ce type d'annonces est à trouver dans la répartition du matériel et des systèmes d'exploitations, dans le cadre du jeu vidéo.
- Pour le matériel, cela concerne Nvidia, AMD, Intel, Qualcomm et Apple, qui se partagent le plus gros du marché des GPU pour les consoles de salon, PC de bureau et portable, téléphone et tablette, téléviseur connecté et autre.
- Pour les systèmes d'exploitations, cela concerne Microsoft (Windows, Xbox OS), Nintendo (Switch OS), Google (Android 7 et après), Sony (Orbis OS), Apple (OS X et iOS), GNU/linux et dérivés (Tizen OS → TV Samsung...)

Le système d'exploitation (OS) est particulièrement discriminant, car toutes les API ne sont pas forcément supportées. C'est le cas d'Apple qui a arrêté le support de toutes les API autres que Metal (son API). C'est également le cas de Google et Sony, qui ne supporte pas l'API DirectX (Microsoft). C'est même le cas de Microsoft envers les anciens OS Windows ou bien s'appuyant sur du matériel pas suffisamment récent, cantonnant le joueur à DirectX 9 ou 11, en non DirectX 12.
Cette diversité de compatibilité complexifie le choix de développement des jeux vidéo, imposant alors de faire des concessions. C'est en partie pour cette raison que l'on perçoit un engouement pour Vulkan.